# لسنا (ناحیه زنویمو)
لسنا (به چکی: Lesná) یک منطقهٔ مسکونی در جمهوری چک است که در ناحیه زنویمو واقع شده‌است. لسنا ۳٫۴۳ کیلومتر مربع مساحت و ۲۷۰ نفر جمعیت دارد و ۴۶۳ متر بالاتر از سطح دریا واقع شده‌است.